# گالنو
وندرسون رودریگز دو ناسیمنتو گالنو که به گالنو (انگلیسی: Galeno؛ زادهٔ ۲۱ اکتبر ۱۹۹۷) معروف است، بازیکن فوتبال اهل برزیل است.
از باشگاه‌هایی که در آن بازی کرده‌است می‌توان به پورتو و براگا اشاره کرد.
او بیشتر دوران حرفه ای خود را در پرتغال گذرانده‌است و بیش از ۱۰۰ بازی لیگ برتر فوتبال پرتغال، در دو دوره در پورتو، براگا، پورتیموننزه و ریو آوه انجام داده‌است.

## زندگی شخصی
در مارس ۲۰۲۲، گالنو پس از پنج سال اقامت در این کشور تابعیت پرتغالی را دریافت کرد و در صورت تمایل می‌تواند برای تیم ملی فوتبال پرتغال بازی کند.